# علي خليفة الزائدي
علي خليفة الزائدي (1909 - 1967) مؤسس الحركة العامة للكشافة والمرشدات في ليبيا ولد في ليبيا سنة 1909 ثم هاجرت أسرته إلى لبنان سنة 1911 حيث قضى شبابه. 

## التعليم
تلقى تعليمه الإعدادي في الكلية الإسلامية بيروت ثم درس بالمعهد الوطني للموسيقى ونال الدبلوم

## الحركة الكشفية
1. التحق بالحركة الكشفية في لبنان من خلال جمعيةالكشاف المسلم في لبنان سنة 1917 . [2]
2. أسس الفرقة الموسيقية الأولى في جمعية الكشاف المسلم و يعتبر واضع ركائز الفرقة الموسيقية سنة 1933 .
3. وضع مع شفيق نقاش كتاب الحركة الكشفية في البلاد العربية وذلك سنة 1936 .
4. أصبح قائدا لمجموعة من الفرق الكشفية التي اتخذت من بيت الكشاف مقرا لها وأصبح بيت الكشاف مدرسة قادة ومعهد تدريب وذلك سنة 1937 .
5. قاد علي خليفة مخيم جمعية الكشاف المسلم في لبنان على أرض آل الداعوق في رويسات صوفر. وأظهر براعة فائقة في القيادة والتدريب لسنوات عديدة وصار المخيم الصيفي موئلا لكشافة الداخل والخارج وذاع صيته عربيا ودوليا وذلك سنة 1938 .
6. أصبح مفتشا عاما للجمعية في الفترة بين 1940 - 1952 .
7. عندما دخلت قوات الحلفاء بيروت واصطدمت بقوات حكومة فيشي التي نصبها الألمان حليفة لهم قام قادة الكشاف المسلم بقيادة علي خليفة بنقل الجرحى وإسعافهم وذلك سنة 1941 .
8. قاد البعثة اللبنانية إلى الجامبوري العالمي السادس في مواسون بفرنسا. وكان أحد القادة الستة الذين مثلوا لبنان في المؤتمر الكشفي العالمي الحادي عشر في فرنسا أيضا وذلك سنة 1947 .
9. كان على رأس الفرق الكشفية التي هبت لاستقبال النازحين من أهل فلسطين لتأمين المأوى والملبس وذلك سنة 1948 .
10. ترأس بعثة الجوالة إلى الاجتماع الكشفي الدولي العام في النرويج و ذلك سنة 1949 .
11. أكسب الحركة الكشفية ثروة ثقافية وتربوية لا تقدر بثمن بلغت 22 كتابا في سلسلة جماعة فنون الغاب جرى طبعها عدة مرات .
12. عاد إلى بلده ليبيا و أسس الحركة العامة للكشافة والمرشدات سنة 1954 بطرابلس . [2]
13. بقى في النشاط حتى أواخر أيامه يحضر لإقامة المخيم الكشفي والمؤتمر الكشفي في ليبيا 1966 .

توفي في مدينة بيروت سنة 1967 .

## أوسمة وتكريمات
1. ميدالية الاستحقاق اللبناني الفخرية المذهبة 1954.
2. نيشان الاستقلال عظيم الشأن ط 2/1966 – ليبيا.
3. وسام الذئب البرونزي 1966 من المنظمة الكشفية العالمية.
4. وسام الصليب الفضي اليوناني 1966
5. وسام الصقر الذهبي < ارفع وسام كشفي مصري > 1966
6. وسام الفينيكس < ارفع وسام كشفي يوناني > 1966
7. قلادة الكشاف العربي 1966 من المنظمة الكشفية العربية
8. وسام الأرز الوطني لبنان من رتبة ضابط 1966

## وصلات خارجية
علي خليفة الزائدي - الساحة الكشفية نسخة محفوظة 17 سبتمبر 2015 at Archive.is